# Kreis Detmold

Lage des Kreises im Regierungsbezirk Detmold (1949–1968)

Der Kreis Detmold (von 1953 bis 1969 Landkreis Detmold) war ein von 1932 bis 1972 bestehender Kreis. Der Kreis war zunächst Teil des Freistaates Lippe und ab 1947 Teil des nordrhein-westfälischen Regierungsbezirks Detmold. Kreisstadt war Detmold.

## Geographie

### Nachbarkreise
Der Kreis Detmold grenzte 1969, im Norden beginnend im Uhrzeigersinn, an den Kreis Lemgo und die Exklave Lügde des Kreises Höxter (beide in Nordrhein-Westfalen), an den Landkreis Hameln-Pyrmont (in Niedersachsen) sowie an die Kreise Höxter und Paderborn (beide in Nordrhein-Westfalen).

## Geschichte
Der Kreis Detmold entstand aufgrund der Kommunalreform 1932 im Freistaat Lippe. Er wurde aus einer Vereinigung der Landratsämter Detmold und Blomberg mit den amtsfreien Städten Blomberg, Horn, Lage und Schwalenberg gebildet. Die Verwaltung des neuen Kreises wurde in der Stadt Detmold gebildet, die vorerst als kreisfreie Stadt noch nicht zum Kreisgebiet gehörte. 1934 folgte auch die Eingliederung Detmolds in den Kreis. Dem Kreis gehörten seitdem 96 Städte und Gemeinden an.
Der Freistaat Lippe ging am 1. April 1947 aufgrund der durch die Control Commission erlassenen Militärverordnung Nr. 77 vom 21. Januar 1947 im Land Nordrhein-Westfalen auf, so dass auch der Kreis Detmold zu Nordrhein-Westfalen kam. Am 1. Oktober 1949 wurden die bis dahin zum Kreis Detmold gehörenden Exklaven Cappel und Lipperode in den Kreis Lippstadt im Regierungsbezirk Arnsberg umgegliedert. Die Gemeinde Spork wurde 1954 in Spork-Eichholz umbenannt. Die beiden Gemeinden Oesterholz und Haustenbeck wurden 1957 zur Gemeinde Oesterholz-Haustenbeck zusammengeschlossen.
Am 1. Oktober 1969 wurde aus dem Landkreis der Kreis Detmold.
Vor der Gemeindereform gliederte sich der Kreis in 93 Gemeinden, von denen Blomberg, Detmold, Horn, Lage und Schwalenberg das Stadtrecht besaßen. Bis 1967 bestanden außerdem fünf unbewohnte Forstbezirke. Im Zuge der Neugliederung der Kreise Detmold und Höxter, die am 1. Januar 1970, geregelt durch das „Gesetz zur Neugliederung des Kreises Detmold“ und das „Gesetz zur Neugliederung des Kreises Höxter“ vom 2. Dezember 1969, wirksam wurde, wurden die Stadt Lügde sowie die Gemeinden Harzberg und Kempenfeldrom aus dem Kreis Höxter in den Kreis Detmold eingegliedert und die lippische Exklave Grevenhagen an die Stadt Steinheim im Kreis Höxter abgegeben. Außerdem wechselten Hörstmar und Trophagen in den Kreis Lemgo und wurden dort in die Stadt Lemgo eingemeindet. Alle anderen Gemeinden des Kreises Detmold wurden zu acht neuen Städten und Gemeinden zusammengeschlossen: Augustdorf, Bad Meinberg-Horn (wenige Monate später umbenannt in Horn-Bad Meinberg), Blomberg, Detmold, Lage, Lügde, Schieder-Schwalenberg und Schlangen. Die Fläche des Kreises erhöhte sich von 626,6 km² auf 662,1 km².
Der Kreis ging am 1. Januar 1973 im Zuge der nordrhein-westfälischen Kreisreform im Rahmen des Bielefeld-Gesetzes durch Vereinigung mit dem Kreis Lemgo im heutigen Kreis Lippe auf. Die Kreisverwaltung verblieb in Detmold.

## Einwohnerentwicklung
| Jahr | Einwohner | Quelle |
| ---- | --------- | ------ |
| 1933 | 087.673   | [ 5 ]  |
| 1939 | 093.049   | [ 5 ]  |
| 1946 | 127.665   | [ 6 ]  |
| 1950 | 137.542   | [ 5 ]  |
| 1960 | 135.900   | [ 5 ]  |
| 1968 | 150.400   | [ 2 ]  |
| 1970 | 156.700   | [ 7 ]  |
| 1971 | 159.700   | [ 8 ]  |

## Politik

### Ergebnisse der Kreistagswahlen ab 1946
In der Liste werden nur Parteien und Wählergemeinschaften aufgeführt, die mindestens zwei Prozent der Stimmen bei der jeweiligen Wahl erhalten haben.
| Jahr | SPD  | CDU  | FDP  | BHE  | KPD |
| ---- | ---- | ---- | ---- | ---- | --- |
| 1946 | 41,2 | 49,6 | 03,4 |      | 5,6 |
| 1948 | 39,7 | 44,1 | 11,1 |      | 5,1 |
| 1952 | 41,5 | 25,7 | 17,9 | 12,4 |     |
| 1956 | 50,4 | 20,6 | 21,0 | 07,3 |     |
| 1961 | 47,1 | 27,5 | 18,9 | 06,5 |     |
| 1964 | 51,0 | 28,6 | 17,2 | 03,2 |     |
| 1970 | 51,0 | 39,1 | 09,9 |      |     |
| 1973 | 48,7 | 39,9 | 11,4 |      |     |

### Oberkreisdirektoren
- 24. Januar 1946 bis 27. Juli 1949 (Geschäftsführung bis 9. Oktober 1948): Albin Neuse
- 9. Oktober 1948 bis 29. Februar 1964: Karl Brand
- 1. März 1964 bis. 31. Dezember 1972: Hilmar Lotz

### Landräte
- 1. Oktober 1945 bis 22. Oktober 1946: Wilhelm Mellies, SPD
- 22. Oktober 1946 bis 8. Dezember 1952: Gustav Johanning CDU
- 8. Dezember 1952 bis 17. November 1956: Fritz Böning CDU
- 17. November 1956 bis 16. Mai 1964: August Linne SPD
- 26. Juni 1964 bis 3. April 1970: Paul Pankoke SPD
- 4. April 1970 bis 31. Dezember 1972: Heinz Wegener SPD

## Gemeinden 1969
Die folgende Tabelle listet alle 93 Gemeinden des Kreises Detmold mit Stand vom 31. Dezember 1969 sowie ihre heutige Zugehörigkeit.
| Gemeinde (1969)         | eingegliedert in         |
| ----------------------- | ------------------------ |
| Altendonop              | Blomberg                 |
| Augustdorf              | Augustdorf               |
| Bad Meinberg            | Horn-Bad Meinberg        |
| Barkhausen              | Detmold                  |
| Belle                   | Horn-Bad Meinberg        |
| Bellenberg              | Horn-Bad Meinberg        |
| Bentrup                 | Detmold                  |
| Berlebeck               | Detmold                  |
| Billerbeck              | Horn-Bad Meinberg        |
| Billinghausen           | Lage                     |
| Blomberg (Stadt)        | Blomberg                 |
| Borkhausen              | Blomberg                 |
| Brakelsiek              | Schieder-Schwalenberg    |
| Brokhausen              | Detmold                  |
| Brüntrup                | Blomberg                 |
| Cappel                  | Blomberg                 |
| Dalborn                 | Blomberg                 |
| Dehlentrup              | Detmold                  |
| Detmold (Stadt)         | Detmold                  |
| Donop                   | Blomberg                 |
| Ehrentrup               | Lage                     |
| Elbrinxen               | Lügde                    |
| Eschenbruch             | Blomberg                 |
| Falkenhagen             | Lügde                    |
| Fromhausen              | Horn-Bad Meinberg        |
| Grevenhagen             | Steinheim (Kreis Höxter) |
| Großenmarpe             | Blomberg                 |
| Hagen                   | Lage                     |
| Hakedahl                | Detmold                  |
| Hardissen               | Lage                     |
| Hedderhagen             | Lage                     |
| Heesten                 | Horn-Bad Meinberg        |
| Heiden                  | Lage                     |
| Heidenoldendorf         | Detmold                  |
| Heiligenkirchen         | Detmold                  |
| Herrentrup              | Blomberg                 |
| Heßloh                  | Lage                     |
| Hiddesen                | Detmold                  |
| Holzhausen-Externsteine | Horn-Bad Meinberg        |
| Höntrup                 | Blomberg                 |
| Horn (Stadt)            | Horn-Bad Meinberg        |
| Hornoldendorf           | Detmold                  |
| Hörste                  | Lage                     |
| Hörstmar                | Lemgo                    |
| Hummersen               | Lügde                    |
| Istrup                  | Blomberg                 |
| Jerxen-Orbke            | Detmold                  |
| Kleinenmarpe            | Blomberg                 |
| Kohlstädt               | Schlangen                |
| Köterberg               | Lügde                    |
| Lage (Stadt)            | Lage                     |
| Leistrup-Meiersfeld     | Detmold                  |
| Leopoldstal             | Horn-Bad Meinberg        |
| Lothe                   | Schieder-Schwalenberg    |
| Maspe                   | Blomberg                 |
| Mosebeck                | Detmold                  |
| Mossenberg-Wöhren       | Blomberg                 |
| Müssen                  | Lage                     |
| Niederschönhagen        | Detmold                  |
| Nienhagen               | Detmold                  |
| Niese                   | Lügde                    |
| Niewald                 | Detmold                  |
| Oberschönhagen          | Detmold                  |
| Oesterholz-Haustenbeck  | Schlangen                |
| Oettern-Bremke          | Detmold                  |
| Ohrsen                  | Lage                     |
| Pivitsheide V. H.       | Detmold                  |
| Pivitsheide V. L.       | Detmold                  |
| Pottenhausen            | Lage                     |
| Reelkirchen             | Blomberg                 |
| Remmighausen            | Detmold                  |
| Rischenau               | Lügde                    |
| Ruensiek                | Schieder-Schwalenberg    |
| Sabbenhausen            | Lügde                    |
| Schieder                | Schieder-Schwalenberg    |
| Schlangen               | Schlangen                |
| Schmedissen             | Horn-Bad Meinberg        |
| Schönemark              | Detmold                  |
| Schwalenberg (Stadt)    | Schieder-Schwalenberg    |
| Siebenhöfen             | Blomberg                 |
| Siekholz                | Schieder-Schwalenberg    |
| Spork-Eichholz          | Detmold                  |
| Tintrup                 | Blomberg                 |
| Trophagen               | Lemgo                    |
| Vahlhausen bei Detmold  | Detmold                  |
| Vahlhausen bei Horn     | Horn-Bad Meinberg        |
| Veldrom                 | Horn-Bad Meinberg        |
| Waddenhausen            | Lage                     |
| Wehren                  | Horn-Bad Meinberg        |
| Wellentrup              | Blomberg                 |
| Wissentrup              | Lage                     |
| Wöbbel                  | Schieder-Schwalenberg    |
| Wörderfeld              | Lügde                    |

## Kfz-Kennzeichen
Am 1. Juli 1956 wurde dem damaligen Landkreis bei der Einführung der bis heute gültigen Kfz-Kennzeichen das Unterscheidungszeichen DT zugewiesen. Nach der Bildung des neuen Kreises Lippe wurde es dort bis zum 31. Oktober 1990 ausgegeben.